# Принія смугастокрила
Принія смугастокрила (Prinia familiaris) — вид горобцеподібних птахів родини тамікових (Cisticolidae). Ендемік Індонезії.

## Опис

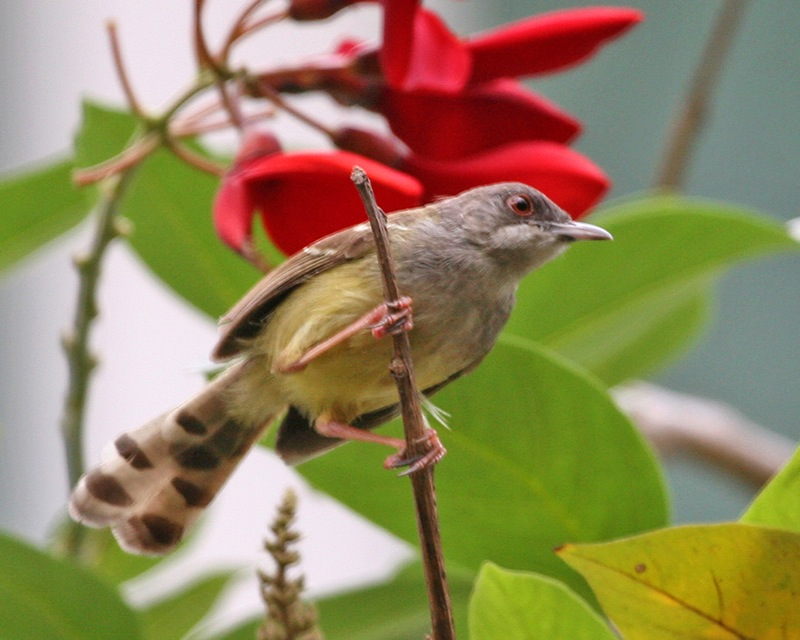
Смугастокрила принія

Довжина птаха становить 13 см, вага 8-10 г. Голова сіра, горло біле, груди сіруваті або білуваті, живіт жовтуватий. Спина і крила коричневі, на крилах є дві характерні білі смуги. Надхвістя жовте, хвіст коричневий, на кінці чорно-білий. Лапи оранжеві, дзьоб чорний. Виду не притаманний статевий диморфізм. Спів — серія високих "чві-чві-чві".

## Поширення і екологія
Смугастокрилі принії мешкають на островах Суматра, Яві і Балі. Птахи, що втекли з неволі, заселили Ломбок. 
Смугастокрилі принії живуть в різноманітних природних середовищах, зокрема в рівнинних тропічних і мангрових лісах, на плантаціях, в парках і садах. На Суматрі вони живуть на висоті до 900 м над рівнем моря, на Балі і Яві на висоті до 1500 м над рівнем моря.

## Поведінка
Смугастокрила принія харчується комахами, яких шукає на землі, серед листя і в кронах дерев. Поза сезоном розмноження її можна зустріти в змішаних зграях, однак під час сезону розмноження смугастокрилі принії демонструють територіальність. Може розмножуватись впродовж всього року, однак найчастіше з березня по червень (на Яві). Гнізда видовжені, закриті, підвішуються над землею. В кладці 2-4 яйця.

## Збереження
МСОП вважає стан збереження цього виду близьким до загрозливого. Приніям загрожує відлов з метою продажу на ринках співочих птахів.